# 蔡春子 (籃球運動員)
蔡春子（？年—）為前臺灣女子籃球運動員，與陳美代、洪淑容被稱為綠蓉三劍客，蔡春子是綠蓉三劍客當中的右鋒，曾當選國手，1979年2月移民到美國。